# Памятник воинам-землякам (Мындагай)
Памятник воинам-землякам, погибшим в годы Великой Отечественной войны — памятник в селе Мындагай, Болугурского наслега, Чурапчинского улуса, Республики Саха (Якутия) посвящённый участникам Великой Отечественной войны. Является объектом культурного наследия местного (муниципального) значения.

## Общее описание
Республика Саха (Якутия), Чурапчинский улус (район), Болугурский наслег, с. Мындагай, на берегу р. Амга. Памятник был открыт в 1975 году.
Памятник состоит из:
- Обелиск конусообразный, выполненный деревянным брусом;
  - На вершине обелиска звезда пятилучная;
  - Постамент обелиска бетонный;
- Памятные таблички дюралюминиевые в количестве 12 штук, нанесены фамилии 63 воинов-сограждан участников Великой Отечественной войны;
- Стелы прямоугольные, 2 штуки;
- Памятные таблички дюралюминиевые в количестве 10 штук;
- Основание обелиска в две ступени бетонное;
- Обелиск в виде пирамиды, выполненный деревянным брусом;
  - Основание обелиска в виде звезды, выполненный деревянным брусом;
- Ограждение памятника металлическое[1].

## История
По архивным данным в годы Великой Отечественной войны из Болугурского наслега на фронт были направлены 104 человека, из них 47 не вернулись с полей сражений. Многие из тех, кто возвратился домой к мирной жизни были боевыми орденосцами, среди них С. Ф. Абрамов, Г. Я. Попов, М. Г. Васильев и другие. В 1944 г. на строительство танковой колонны «Социалистическая Якутия» колхозниками Мындагая было отправлено 6410 рублей, служащими — 1905 рублей.

## Особенности памятника
В 1975 году, в дни празднования 30-летия Великой Победы, для увековечения памяти о погибших и участниках Великой Отечественной войны в селе Мындагай в прибрежной зоне реки Амги был установлен памятник воинам-землякам. Автором этого архитектурного культового сооружения является Андреев Пётр Парфёнович.
Памятник представляет собой мемориальную композицию, состоящую из обелиска и двух стел. Столб над обелиском сверху увенчан пятиконечной металлической звездой красного цвета. Обелиск размещён на прямоугольном бетонном постаменте, на котором установлены таблички с именами участников Великой Отечественной войны. Две прямоугольные стелы расположились с обеих сторон обелиска. На них нанесены надписи «Вечная память павшим воинам» и дата «1941-1945».
Справа от обелиска со стелами находится ещё один второй обелиск пирамидальной формы треугольного сечения. Его основание выполнено в виде звезды. Вся территория мемориала огорожена металлической оградой.

## Фото
- Яндекс фото Архивная копия от 6 сентября 2021 на Wayback Machine